# Doleck
Doleck [pronunciación en polaco: /ˈdɔlɛt͡sk/] es un pueblo ubicado en el distrito administrativo de Gmina Nowy Kawęczyn, dentro del Distrito de Skierniewice, Voivodato de Łódź, en Polonia central. Se encuentra aproximadamente a 5 kilómetros al noreste de Nowy Kawęczyn, a 13 kilómetros al sureste de Skierniewice, y a 60 kilómetros al este de la capital regional Lodz.
El pueblo tiene una población aproximada de 140 habitantes.